# Yachtskipper
Eksamensbevis som Yachtskipper, er påkrævet ved lov, for at føre fritidsfartøjer med en skroglængde på mellem 15 og 24 meter. Uddannelsen indeholder samme pensum som Sætteskipperuddannelsen, men hvis man ønsker at føre skib som erhverv hedder eksamensbeviset et sønæringsbevis og man skal have en søfartsbog udfyldt, som en del af eksamen.
Beviset kan opnås til hhv. 3. grad som giver ret til at fungere som skipper i Østersøen og Nordsøen indtil den 7 østlige længdegrad, samt ud fra Grønlandskyster indtil 30 sømil fra kysten. Mens bevis af 1. grad giver ret til at fungere som skipper på alle verdenshave. Eksamen af 2. grad er bortfaldet.
Andre beviser for fritidssejlere er:
- Speedbådsførerbevis
- Duelighedsbevis for fritidssejlere